# 小臣艅犀尊

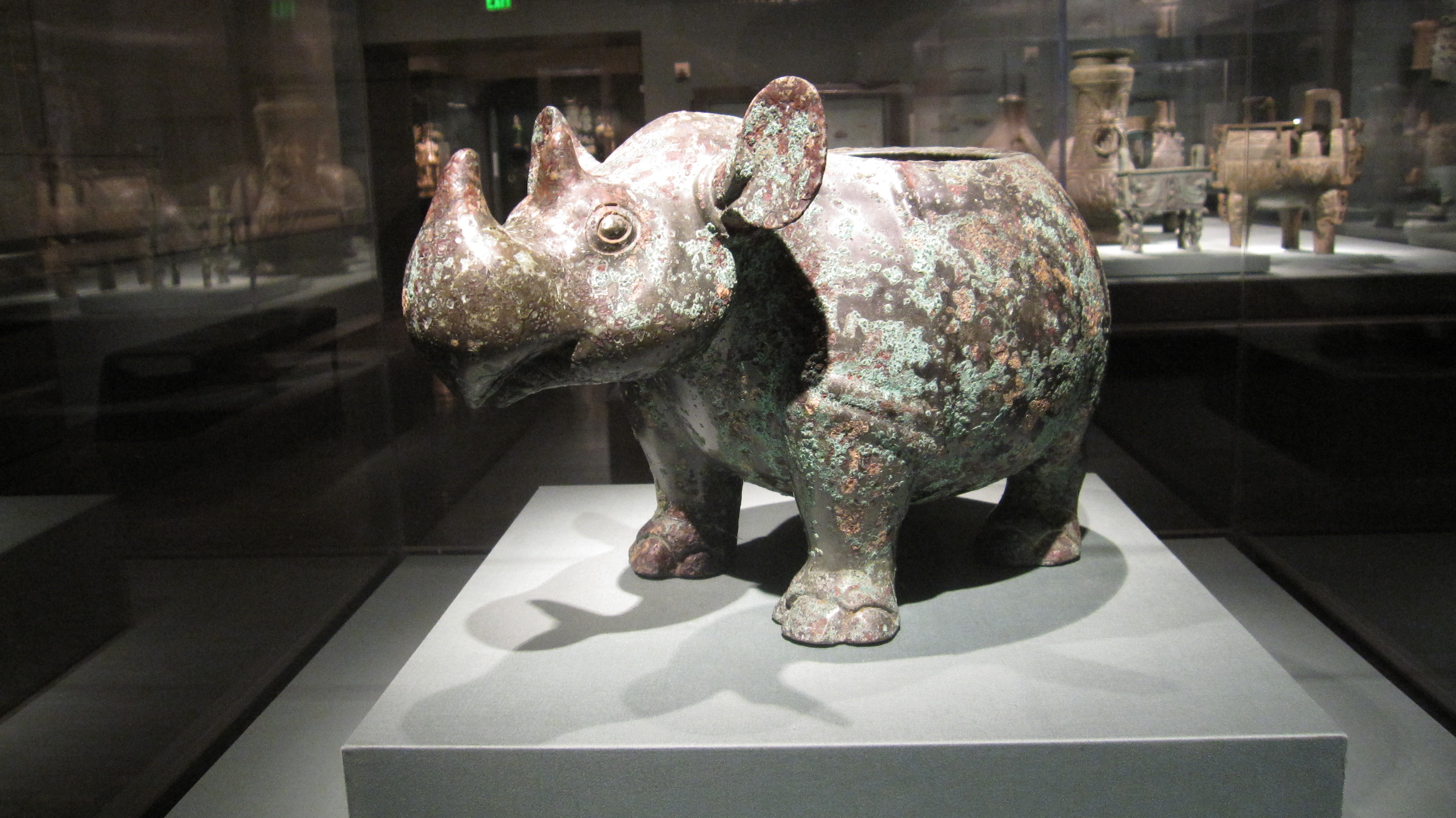
小臣艅犀尊

小臣艅犀尊，或称小臣艅尊，中国商代晚期青铜器，清代道光（一说咸丰）年间出土于山东省兗沂曹濟道兗州府寿张县梁山，“梁山七器”之一。该器整体作双角犀牛形，内底有27字铭文，记录的是商王征伐夷方时，赏赐小臣艅若干贝币，因而艅制作了这件器物来纪念。该器出土后流入美国，曾是国际奥委会主席艾弗里·布伦戴奇的收藏品，现藏于美国旧金山亚洲艺术博物馆。

## 出土与收藏
相传，小臣艅犀尊于清代道光或咸丰年间（1821年至1861年间）出土于山东省兗沂曹濟道兗州府寿张县梁山（今山東省濟寧市梁山县），同时出土的还有青铜鼎、甗等。这些青铜器器型庄严厚重，纹饰华丽繁缛，是商周青铜器的典型代表，合称“梁山七器”。小臣艅犀尊在出土后流散海外，1920年代初被美国人艾弗里·布伦戴奇收藏。当时的布伦戴奇是一名富有的工程师和商人，热爱收藏，而且是一名优秀的运动员，后来他曾出任国际奥委会主席。布伦戴奇将小臣艅犀尊捐赠给旧金山亚洲艺术博物馆后，一直由该馆收藏。

## 器形

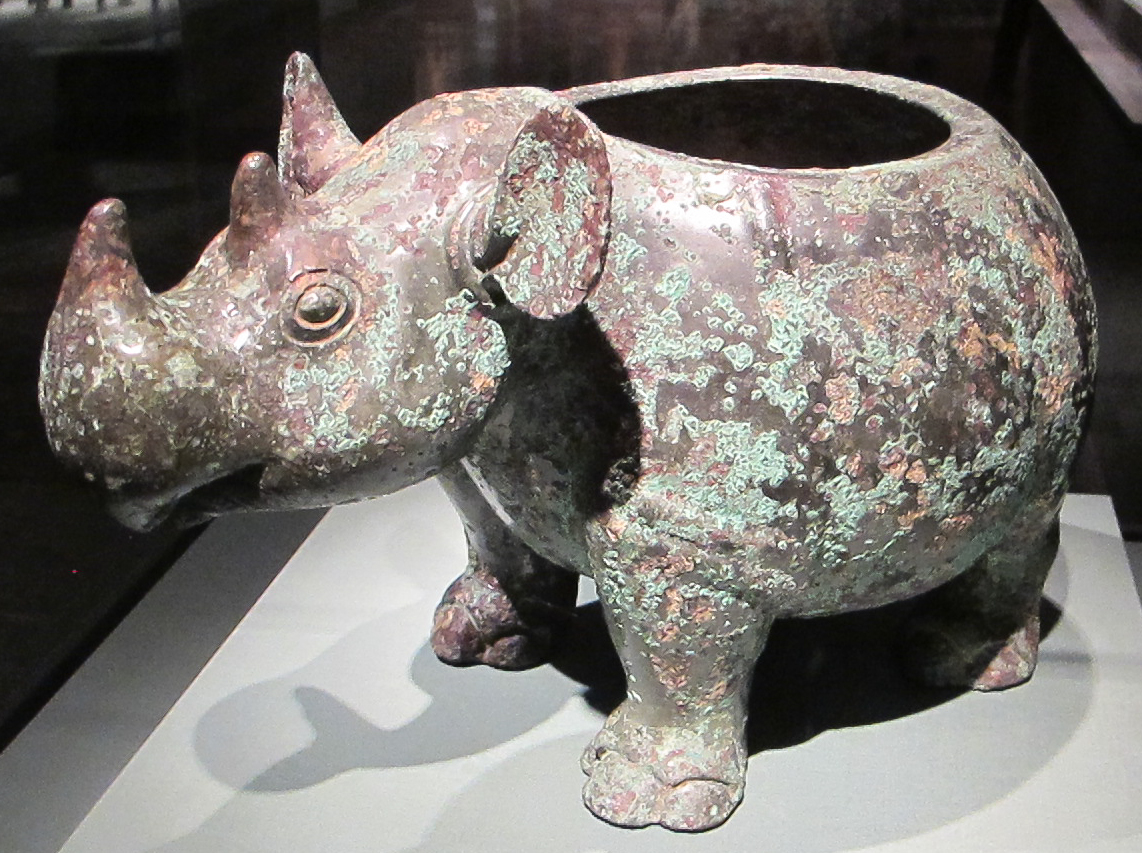

按照器形，小臣艅犀尊属鸟兽尊，为盛酒器。该器通高22.9厘米，长37厘米，整体作双角犀牛形，器口开于背部，盖已失。犀首前探，犀角翘起，双耳竖起，身体丰腴，四足粗壮，整器光素无纹。体积感很强，表现出犀牛蹒跚行进的动态。
野生犀牛在中国已经绝迹，在灭绝之前的很长一段时间里也仅在云南有分布，但商代时期，犀牛不仅广泛的分布于中国南方，在黄河以北也存在很多栖息地。小臣艅犀尊的器形写实，塑造出了一头显得敦朴而富有气韵的苏门答腊双角犀。
小臣艅犀尊是现在存世的唯一一件以犀牛为造型的商代青铜器。中国另有一件以犀牛为造型的青铜尊，也就是1963年陕西兴平豆马村出土的错金银云纹铜犀尊。错金银云纹铜犀尊现收藏在中国国家博物馆，铸造年代为西汉时期，比小臣艅犀尊的商代晚得多(晚商至西漢相差千餘年)。

## 铭文

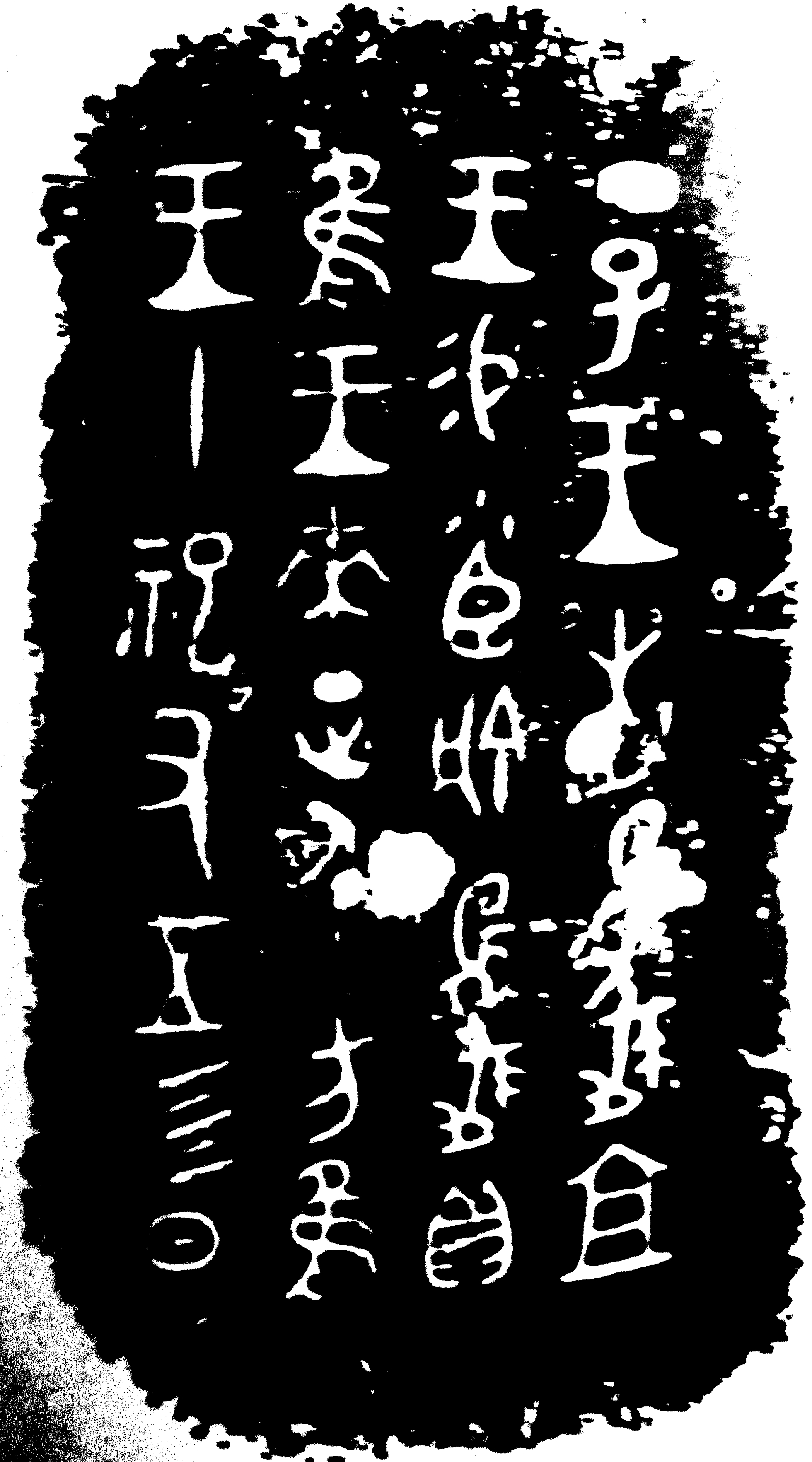
铭文

小臣艅犀尊具有重要的历史价值。腹内铸铭文4行共27字：
丁子（巳），王省夔（京），王易（赐）小臣艅夔贝，隹（唯）王来正（征）人（夷）方，隹（唯）王十祀又五，（肜）日。
1. 丁子（巳）：丁巳日。殷人以干支纪日，商代干支中的“巳”被记作，而“子”被记作[12]。
2. 王省夔（京）：商王巡视了夔京。夔京为地名。
3. 王易（赐）小臣艅夔贝：商王赏赐小臣艅在夔地俘获的贝币。易，通赐，赏赐。小臣，官职名，商朝从建立到灭亡一直都设有小臣这个官职，负责的事务也各不相同。夔贝，金文中赐贝往往冠有地名，表示所赐贝币的俘获之处。
4. 隹（唯）王来正（征）人（夷）方：商王来征讨夷方。唯，语气词。正，通征，征讨。人方，即夷方，东夷人的一支，分布在今山东一带。
5. 隹（唯）王十祀又五：商王继位的第十五年。不同于周代的“王十又五祀”，商代都记作“王十祀又五”的形式，另如《版方鼎》的“唯王廿祀又二”。
6. （肜）日：肜祭之日。

这段记载中对夷方的征伐，可与同时期的甲骨文和其他青铜器铭文相互印证。该器铭文中的“王”应是商代晚期君主帝乙或帝辛，也就是在该器铸造于帝乙或帝辛时期。